# Ден Мілліс
Ден Мілліс — американський звукорежисер з мастерингу, відомий роботою на Engine Room Audio, Нью-Йорк.

## Освіта й кар'єра
Ден Мілліс народився у Північній Кароліні й закінчив Державний університет Аппалачі зі ступенем бакалавра у галузі музики. Розпочав кар'єру звукорежисера з мастерингу на Masterdisk, пізніше у 2011 приєднався до Engine Room Audio як штатний працівник з мастерингу.
Клієнтами Дена були 50 Cent, A$AP Rocky, Mobb Deep, Trey Songz, Vado, Chimaira, Schoolboy Q, Wale, Джої Бедесс, Ллойд Бенкс, Браянт Доуп, Ohio Sky, Ніколас Мегаліс, Invisible Familiars, Gentlemen Hall, Hella, BOYFRNDZ, Mt. Eden, Feuding Fathers, Glassjaw, Island Twins, Chargaux, Білал Кереман, Gevende, Eastern Hollows, Джон Майкл Рошель, Бен Ректор, Стів Еверетт, The Bergamot, Cloudeater, The Gregory Brothers та ін.